# Camargoia nordestina
Camargoia nordestina är en biart som beskrevs av Camargo 1996. Camargoia nordestina ingår i släktet Camargoia och familjen långtungebin. Inga underarter finns listade.